# Owstonia grammodon
 Owstonia grammodon  és una espècie de peix de la família dels cepòlids i de l'ordre dels perciformes.

## Distribució geogràfica
Es troba al Japó i a les Filipines.